# Merimose (Virrey de Kush)
| mr | i | i | ms | s |

| mr | i | i | ms | s |

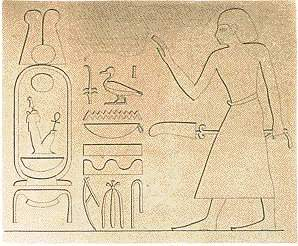
Relieve de Merimose, en la isla de Konosso (Nubia).

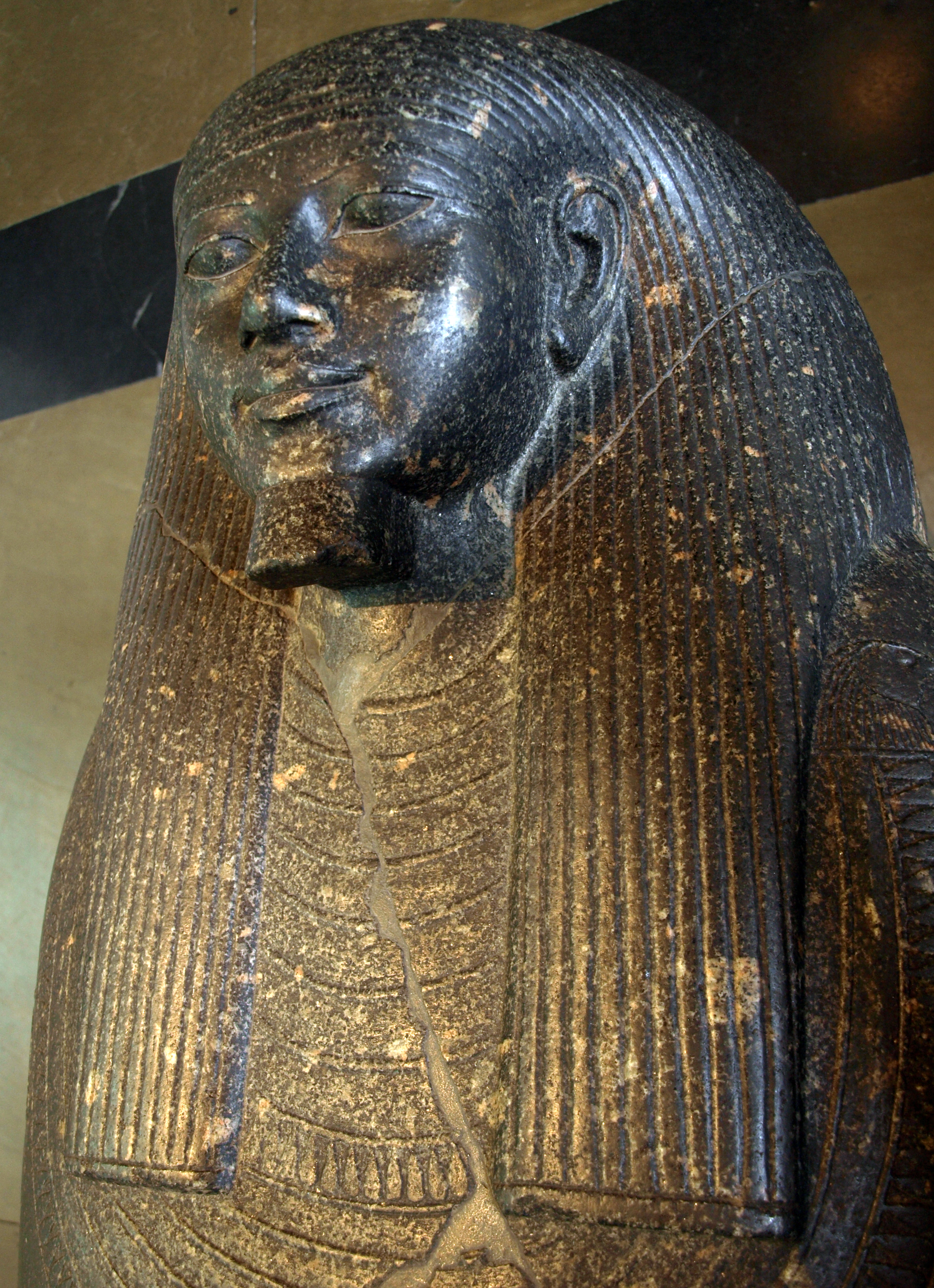
Detalle del sarcófago de Merimose. British Museum.

Merimose fue un dignatario egipcio. Fue virrey de Kush bajo Amenhotep III, el principal administrador de las provincias de Kush. Es el único funcionario conocido que posee este título durante este reinado. Ostentó el cargo casi cuarenta años (entre 1388 y 1351 a. C.)
Hay indicios de que Merimose acompañó a Amenhotep III en el año 5º de su reinado en la campaña contra Kush, y de que, en un momento posterior, encabezó una campaña contra la gente de la zona llamada Ibhet. Los habitantes de Ibhet habían resistido a la dominación egipcia e incluso habían atacado algunos intereses egipcios, por lo que Merimose dirigió un ataque contra ellos, en el que mató a 312 nubios y capturó 740 prisioneros.

## Títulos

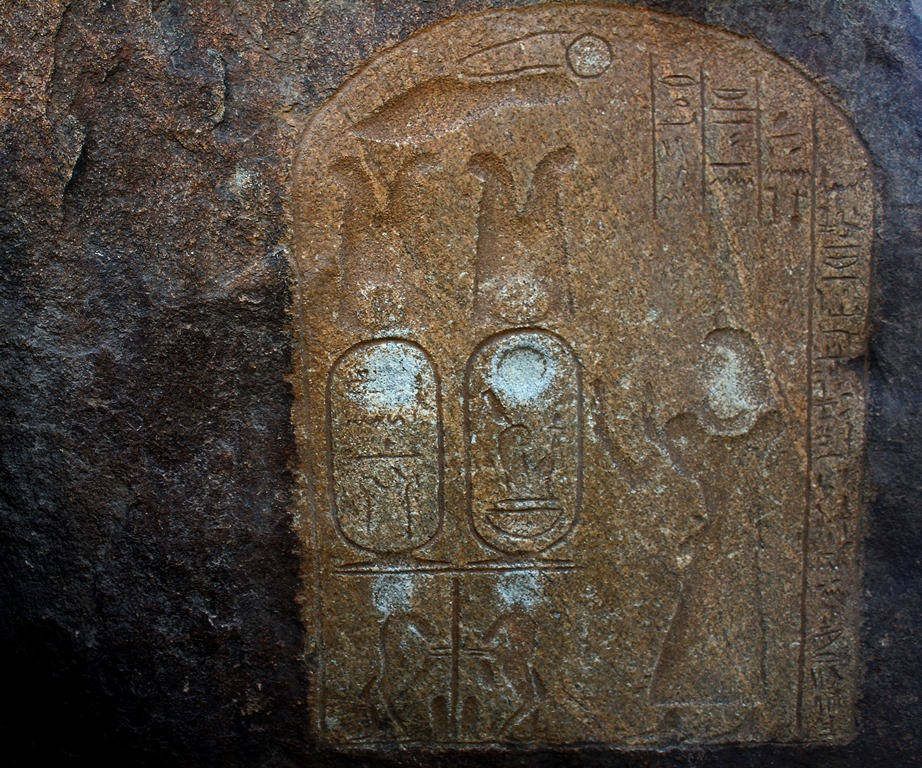
Estela de Merimose en Tombos adorando el Cartucho egipcio de Amenofis III

Sus títulos incluyen: "Hijo del rey en Kush", "Supervisor de las Tierras del Sur", "Supervisor de las Tierras de oro de Amón", "Escriba del Rey", "Supervisor de los escribas del rey", "Supervisor del Tesoro" y "Administrador del campesinado".

## Testimonios de su época
Se le menciona en numerosos escritos, entre ellos:
- Al mando del ejército de Amenhotep III, en una estela de Semna que levantó para vanagloriarse de la victoria en la campaña contra Ibhet, inscripción recogida por James Henry Breasted.[2]
- En inscripciones rupestres repartidas por la Baja Nubia.
- En los registros sobre el festival Sed del año 30 del faraón, lo que indica un mínimo de 25 años gobernando Kush.[4]

## Tumba
Su tumba es la TT383 y se encuentra en Qurnet Murai. Fue utilizada hasta el siglo XX como granja, y sólo quedan restos de la decoración. En la cámara de la tumba fueron apilados tres sarcófagos que se encuentran en varios museos: sarcófagos con vasos canopos, una estatua y algún otro objeto. En tiempos de Sheshonq  I (dinastía XXII) los restos de Merimose fueron trasladados al escondrijo de Deir el-Bahari, para protegerlos de los ladrones de tumbas.

### Citas
1. ↑   Topographical Bibliography vol. VIII, obtenido Griffith Institute website mayo 2010
2. 1 2   James Henry Breasted Ancient Records of Egypt 2.ª parte, pag. 852: http://www.touregypt.net/merimose.htm The Semna Inscription of the viceroy Merimose.
3. ↑  George A. Reisner The Viceroys of Ethiopia, en  The Journal of Egyptian Archaeology, vol. 6, nº. 1. (1920), pp. 73-88.
4. ↑  David O'Connor y Eric Cline, Amenhotep III: Perspectives on His Reign (Universidad de Míchigan 1988)  pág. 16
5. ↑  Nicholas Reeves y Richard H. Wilkinson: Das Tal der Könige. Editorial Bechtermünz, 2002, ISBN 3-8289-0739-3, pág. 197.